# Soluňský edikt

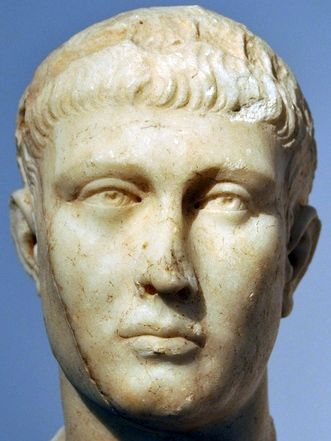
Theodosius I.

Soluňský edikt (řecky: Έδικτο της Θεσσαλονίκης), také zvaný Cunctos populos (Všechny národy), byl výnos vydaný 27. února 380 římským císařem Theodosiem I., který učinil z nicejského křesťanství státní náboženství Římské říše. Odsuzoval jiná křesťanská vyznání (nepřímo ariánství) jako hereze "pošetilých šílenců" a opravňoval k jejich trestání. Tento edikt, adresovaný obyvatelům Konstantinopole, představuje první známý světský zákon, který ve své preambuli obsahuje jasnou definici toho, co křesťanský vládce považuje za náboženskou ortodoxii, a otevírá cestu k represím proti disidentům kvalifikovaným jako "kacíři". Soluňský edikt byl následně začleněn do šestnácté knihy Theodosiánského zákoníku a byl milníkem v procesu christianizace Evropy. Dějiny Evropy ovlivnil zcela zásadně. Podle některých interpretací jím zanikla antická civilizace, minimálně v její základní podobě, která se vyznačovala náboženskou pluralitou, menší rolí náboženství v kultuře a vzdělanosti a poměrně volným vztahem církve a státu. Na východě římské říše, kde k této inovaci došlo, nakonec církev a stát srostly plně a císař se postavil do čela církve (cézaropapismus), čemuž Soluňský edikt otevřel cestu, už tím, že císař v něm rozhodoval, které křesťanství je to správné.

## Pozadí
V roce 313 vydal císař Konstantin I. spolu se svým východním protějškem Liciniem Milánský edikt, který zaručoval pronásledovaným křesťanům náboženskou toleranci a svobodu. Kolem roku 325 se arianismus, verze křesťanství, která tvrdila, že Kristus neměl božskou podstatu Otce, ale byl spíše entitou podřízenou Bohu, stala v raném křesťanství natolik rozšířenou, že Konstantin svolal Nikajský koncil ve snaze ukončit spor tím, že ustanoví celoříšské "ekumenické" pravoslaví. Koncil vyprodukoval Nicejského vyznání víry, které odmítalo ariánství a tvrdilo, že Kristus je "pravý Bůh" a "jedné podstaty s Otcem". 
Spory v církvi však neskončily a nicejské vyznání zůstalo předmětem sporů, a to dokonce i mezi antiariánskými duchovními. Konstantin, který nabádal k toleranci, si začal myslet, že se postavil na špatnou stranu a že nicejští – se svým horlivým pronásledováním ariánů – ve skutečnosti udržují sváry v Církvi. Konstantin byl pokřtěn těsně před smrtí (337) a vybral si ke křtu biskupa, který s Areiem umírněně sympatizoval, Eusebia z Nikomédie. 
Konstantin II., Konstantinův syn a nástupce ve východní říši, byl také spíše na ariánské straně a dokonce vyhnal do exilu pronicejské biskupy. Jeho nástupce Julianus (křesťanskými autory později nazývaný "Odpadlík") byl jediným císařem po Konstantinově obrácení, který křesťanství odmítl zcela a pokusil se roztříštit církev a narušit její vliv tím, že podporoval oživení náboženské rozmanitosti a podporoval formy tradičního římského náboženství a dokonce i judaismus. Vyhlásil též toleranci všem neortodoxním křesťanským sektám a schizmatickým hnutím. Juliánův nástupce Jovianus byl křesťan, ale vládl pouhých osm měsíců a nikdy nevstoupil do Konstantinopole. Na východě ho vystřídal arián Valens. 
V roce 379, kdy byl Valens vystřídán Theodosiem I., bylo arianství rozšířeno ve východní polovině říše, zatímco západ zůstal nicejský. Theodosius, který se narodil na západě, v Hispánii, byl sám nicejským křesťanem a velmi zbožným. Byl pokřtěn v Soluni za dramatických okolností, poté co v tomto městě prodělal těžkou nemoc a měl dojem, že víra ho zachránila. Proto právě zde vydal svůj historický výnos. Využil toho, že také na západě se dostal k moci nicejský radikál Gratianus, který edikt spolupodepsal, stejně jako jeho spoluvládce Valentinianus II. Theodosius věděl, že státní násilí je jediná možnost, jak nicejskou víru vnutit i silně arianizovanému východu. Gratianus ho v tom podpořil a ihned začal pronásledovat kacíře, tedy hlavně ariány, na západě. To římskou společnost zcela změnilo: náboženství se stalo důležitějším než římské občanství. Ač se zprvu státní násilí obracelo hlavně na křesťanské sektáře, brzy zasáhlo i vyznavače pohanských kultů. Roku 392, třináct let po vydání soluňského ediktu, Theodosius tradiční římské pohanství úplně zakázal.

## Znění
CÍSAŘI GRATIANUS, VALENTINIANUS A THEODOSIUS AUGUSTI. EDIKT LIDU CAŘIHRADU.
Je naším přáním, aby všechny různé národy, které jsou podřízeny naší dobrotivosti a umírněnosti, pokračovaly ve vyznávání onoho náboženství, které bylo předáno Římanům božským apoštolem Petrem, bylo uchováno věrnou tradicí a které je nyní vyznáváno papežem Damasem a Petrem, biskupem Alexandrie, mužem apoštolské svatosti. Podle apoštolského učení a nauky evangelia věřme v jedno Božství Otce i Syna i Ducha svatého, v rovnocenný majestát a v nejsvětější Trojici. Nařizujeme následovníkům tohoto zákona, aby přijali jméno katolických křesťanů; ale pokud jde o ostatní, protože jsou to podle našeho soudu pošetilí šílenci, nařizujeme, aby byli označeni hanebným jménem kacířů a neodvažovali se dávat svým shromážděním jméno církve. Budou trpět v první řadě trestem Božího odsouzení a za druhé trestem naší autority, který se podle vůle nebes rozhodneme uvalit.

VYDÁNO V SOLUNI TŘETÍHO DNE PO KALENDÁCH BŘEZNA, BĚHEM PÁTÉHO KONZULÁTU GRATIANA AUGUSTA A PRVNÍHO THEODOSIA AUGUSTA